# Maxwell (cráter)

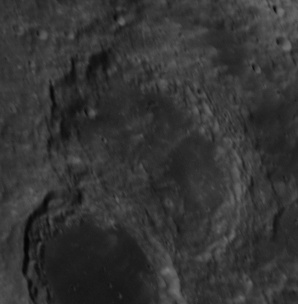
Fotografía de la misión Apolo 14

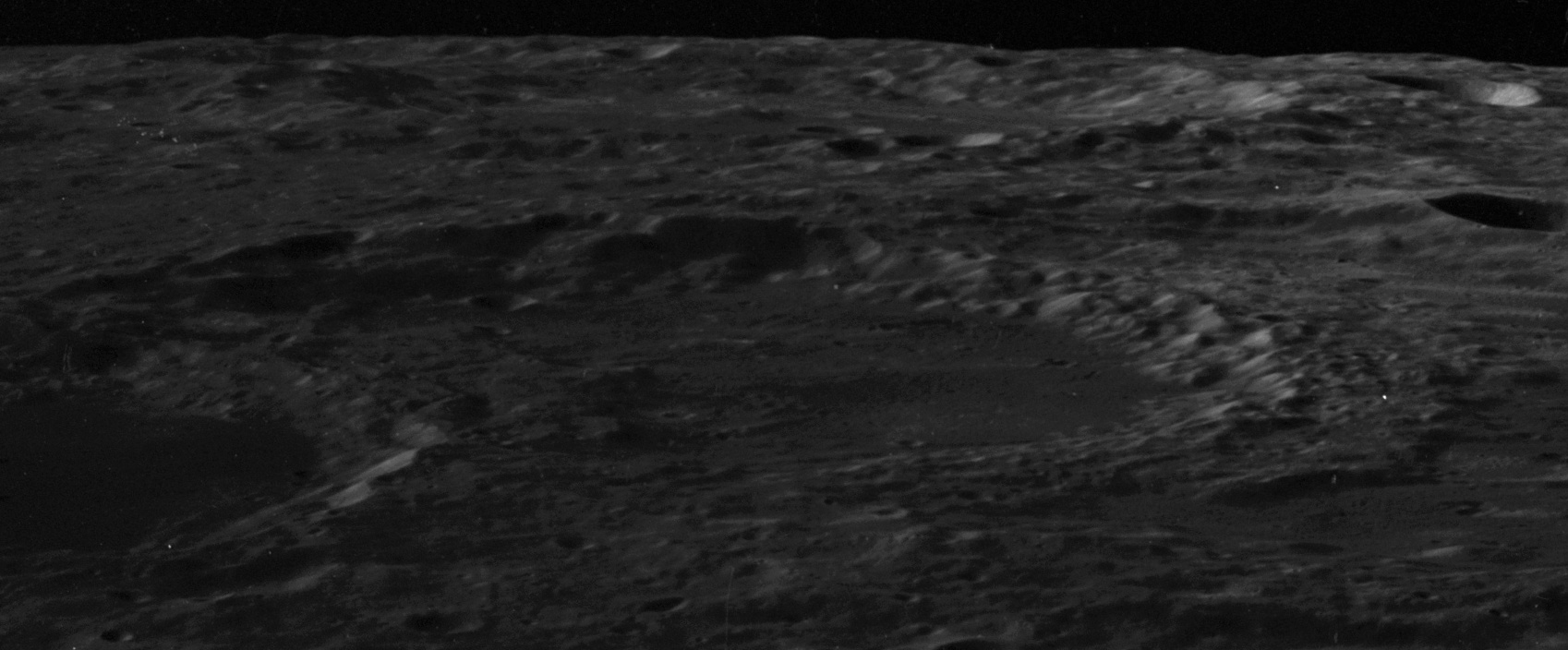
Vista oblicua desde el Apolo 14, mirando al noroeste. Lomonosov aparece a la izquierda left.

Maxwell es un cráter perteneciente a la cara oculta de la Luna, llamado así en memoria del físico James Clerk Maxwell. Se encuentra en la parte suroeste del cráter de mayor tamaño Richardson. La parte meridional de Maxwell está cubierta a su vez por el cráter parcialmente inundado de lava Lomonosov. A menos de un diámetro hacia el suroeste se halla el cráter Joliot, algo más grande.
|  |  |

El reborde exterior de Maxwell es generalmente desigual y aparece mal definido donde supera a Richardson. Solamente su sector occidental mantiene una estructura más reconocible, pero incluso allí está desgastado y erosionado. El suelo interior tiene una superficie relativamente nivelada, mostrando zonas de material de bajo albedo, indicador de la presencia de lava basáltica, posiblemente por la fusión de la corteza causada por el impacto. Sin embargo, el suelo es atravesado por el sistema de marcas radiales de Giordano Bruno, situado al norte-noreste, lo que ha provocado que el color de la superficie se haya aclarado. La parte sur del suelo interior está cubierta por las rampas exteriores de Lomonosov.
Antes de recibir su denominación oficial en 1961 por decisión de la UAI, este cráter era conocido como "Cráter 112".